# Anostirus nubilosus
Anostirus nubilosus là một loài bọ cánh cứng trong họ Elateridae. Loài này được Wurst & Schimmel miêu tả khoa học năm 1995.